# Omalotheca
Omalotheca is een geslacht uit de composietenfamilie (Asteraceae). De soorten komen voornamelijk voor in de subarctische en gematigde regio's van het noordelijk halfrond.

## Soorten
- Omalotheca caucasica (Sommier & Levier) Czerep.
- Omalotheca hoppeana (W.D.J.Koch) Sch.Bip. & F.W.Schultz
- Omalotheca leucopilina (Schott & Kotschy ex Boiss.) Holub
- Omalotheca nanchuanensis (Y.Ling & Y.Q.Tseng) Holub
- Omalotheca norvegica (Gunnerus) Sch.Bip. & F.W.Schultz
- Omalotheca roeseri (Boiss. & Heldr.) Holub
- Omalotheca supina (L.) DC.
- Omalotheca sylvatica (L.) Sch.Bip. & F.W.Schultz

## Hybriden
- Omalotheca × traunsteineri (Murr) Dostál